# Alexander-von-Humboldt-Stiftung
Die Alexander-von-Humboldt-Stiftung (AvH, in eigener Schreibung Alexander von Humboldt-Stiftung) ist eine gemeinnützige Stiftung der Bundesrepublik Deutschland zur Förderung der internationalen Zusammenarbeit in der Forschung. Sie fördert Wissenschaftskooperationen zwischen ausländischen und deutschen Forschern und unterstützt die sich daraus ergebenden wissenschaftlichen und kulturellen Verbindungen. Im Jahr 2015 umfasste der Haushalt Ausgaben von über 100 Millionen Euro. Im Jahre 2018 war die Alexander-von-Humboldt-Stiftung unter allen Stiftungen bürgerlichen Rechts in Deutschland diejenige mit den höchsten ausgewiesenen Zweckausgaben (113 Mio. Euro).

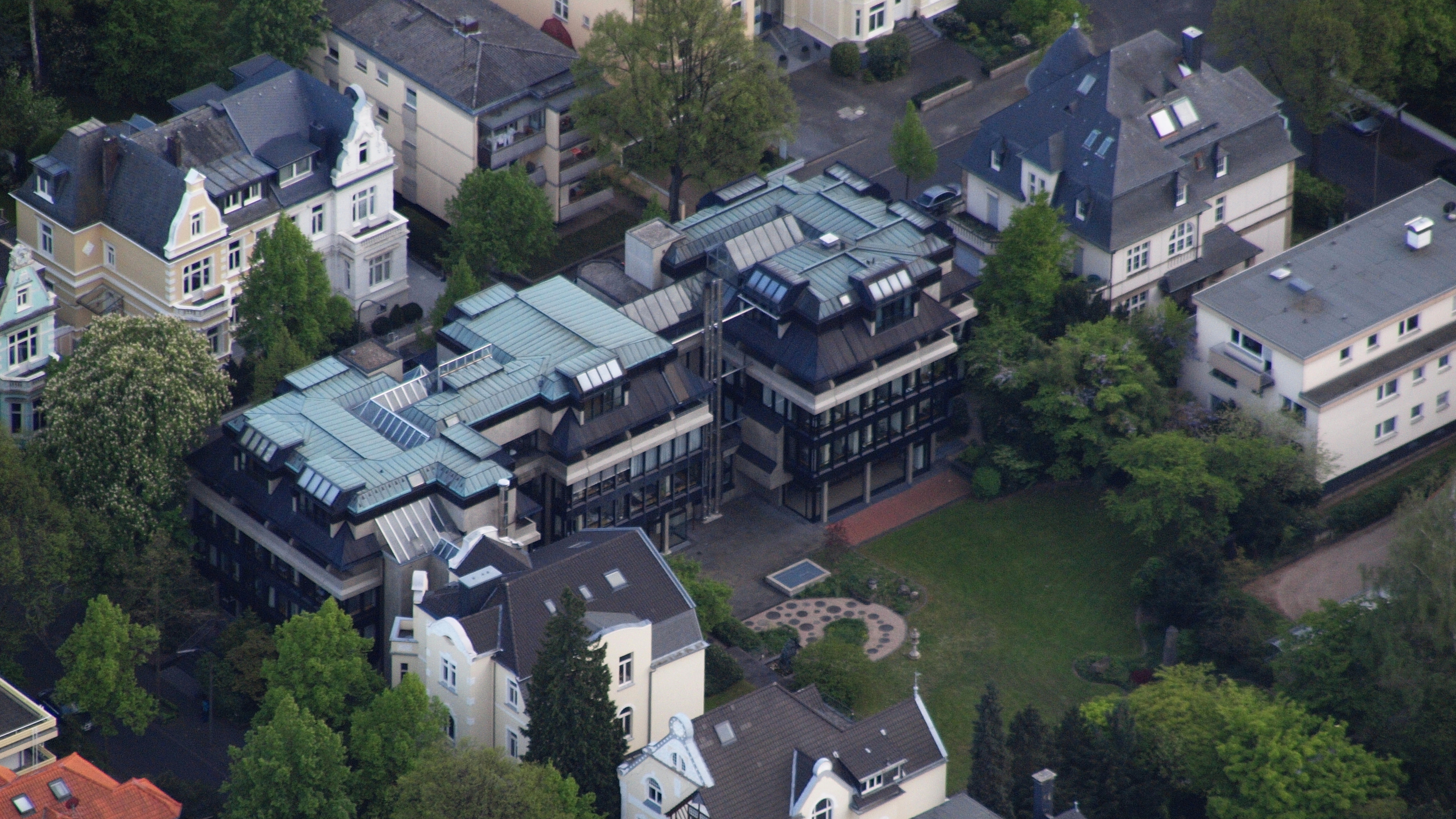
Hauptgeschäftsstelle der Stiftung (Luftaufnahme 2014)

## Geschichte
Die erste nach Alexander von Humboldt benannte Stiftung, die Alexander von Humboldt-Stiftung für Naturforschung und Reisen, wurde bald nach dem Tod des Naturforschers 1860 in Berlin gegründet.
Die Initiative ging von Gustav Magnus aus, der auch die Finanzierung sicherstellte. Als Schatzmeister wirkte Alexander Mendelssohn. Die Stiftung war der Königlich Preußischen Akademie der Wissenschaften zu Berlin beigeordnet, unterstützte Forschungsreisen deutscher Wissenschaftler ins Ausland, verlor jedoch in der Inflation Anfang der 1920er Jahre ihr Kapital.
1925 wurde die Stiftung auf Betreiben des Auswärtigen Amtes neu gegründet und unterstützte fortan ausländische Wissenschaftler und Doktoranden während ihres Studiums in Deutschland. Ab 1931 war sie in den Deutschen Akademischen Austauschdienst (DAAD) eingebunden und seit 1941 Teil des neu gegründeten Deutschen Studienwerks für Ausländer. Mit dem Zusammenbruch des Deutschen Reiches musste sie ihre Tätigkeit 1945 erneut einstellen.
Auch auf Anregung ehemaliger Humboldt-Gastwissenschaftler wurde die heutige Alexander-von-Humboldt-Stiftung am 10. Dezember 1953 von der Bundesrepublik Deutschland errichtet. Seitdem hat die Stiftung über 28.000 Wissenschaftler aus rund 140 Ländern gefördert, darunter 55 Nobelpreisträger. Sie betreut die ausländischen, zumeist jungen Gastwissenschaftler aller Fachgebiete während ihrer Forschungsaufenthalte in Deutschland und wird dabei vom Auswärtigen Amt, dem Bundesministerium für Bildung und Forschung, dem Bundesministerium für wirtschaftliche Zusammenarbeit und Entwicklung, dem Bundesministerium für Umwelt, Naturschutz und Reaktorsicherheit sowie von weiteren nationalen und internationalen Partnern gefördert. Besonderes Augenmerk wird auf die Förderung von Kontakten zwischen ehemaligen Stipendiaten und den deutschen Wissenschaftlern gelegt. Durch die Arbeit der Stiftung entsteht ein aktives Netzwerk von Wissenschaftlern in der ganzen Welt.
Die Stiftung ist Mitglied in der Allianz der deutschen Wissenschaftsorganisationen, einem formlosen Zusammenschluss von deutschen Wissenschaftsorganisationen. Das Berliner Büro befindet sich im WissenschaftsForum Berlin.

## Leitbild
Die Stiftung verfügt über ein Leitbild, das jeweils im Jahresbericht der Stiftung veröffentlicht wird. Das Leitbild betont etwa, dass Personen und keine Projekte gefördert werden, es keine Quoten gibt, und die Stipendiaten und Preisträger ihre Forschungsthemen und Kooperationspartner frei wählen können. Es lautet in Auszügen:

„Die Alexander von Humboldt-Stiftung fördert Spitzenleistungen in der Forschung: Wichtigstes Auswahlkriterium ist der Nachweis hoher individueller Qualifikation. [...]
Die Humboldt-Stiftung fördert Personen: Fortschritte in der Wissenschaft hängen auch heute von der Qualifikation und vor allem dem Pioniergeist einzelner Persönlichkeiten ab. Die Alexander von Humboldt-Stiftung fördert deshalb Personen und keine Projekte. [...]
Die Alexander von Humboldt-Stiftung fördert Kreativität durch Eigenständigkeit und Freizügigkeit: Die von der Humboldt-Stiftung Geförderten sind in der Wahl ihrer Forschungsthemen, ihrer wissenschaftlichen Gastgeber sowie ihrer wissenschaftlichen Vorgehensweise frei.
Die Alexander von Humboldt-Stiftung fördert ein (wissenschaftliches) Leben lang: Mit vielfältigen Förderinstrumenten ermöglicht sie es den Humboldtianern, nach der Rückkehr in ihr Heimatland den Kontakt zu Deutschland und die Zusammenarbeit mit ihren Fachkollegen aufrecht zu erhalten.
Die Alexander von Humboldt-Stiftung ist neutral: Die Auswahl der Geförderten erfolgt unabhängig von Religion, ethnischer und sozialer Herkunft, nationaler Zugehörigkeit oder Geschlecht. Die Stiftung ist frei von weltanschaulichen oder kommerziell definierten Vorgaben. […]“

## Sitz
Sitz der Stiftung ist Bonn-Bad Godesberg. Die Hauptgeschäftsstelle umfasst einen Gebäudekomplex aus einer denkmalgeschützten Villa von 1905 (Jean-Paul-Straße 12) und einem 1975–76 als Erweiterungsbau für die Stiftung errichteten Bürogebäude mit Büros, Repräsentationsraum und Wohnungen (Mirbachstraße 3–5). In Bad Godesberg ließ die Stiftung 1965/66 nach einem Entwurf von Erich Schneider-Wessling auch ein Gästehaus (Herderstraße 57) erbauen, das heute unter Denkmalschutz steht.

„Gleich an doppelter Stelle hat sich die Alexander-von-Humboldt-Stiftung in der Godesberger Villengegend durch Bauwerke höchsten künstlerischen Ranges ein bleibendes Verdienst erworben. (…) Neben dem Gebäude der Geschäftsstelle ragt das allseits mit Lob bedachte Gästehaus der Stiftung hervor. (…) Das Gebäude wirkt leicht und schwerelos; Durchlässigkeit und Transparenz, Offenheit und Vermittlung – das sind die leitenden Formeln und Gesetze, denen die architektonische Gestalt des Gästehauses verpflichtet ist.“

## Stipendien und Preise
Die Humboldt-Stiftung verleiht eine Reihe von Preisen und Stipendien; darunter:
- Alexander-von-Humboldt-Professur (seit 2018), den mit 3,5 bzw. 5 Mio. Euro höchstdotierten Preis für Forschung in Deutschland.
- Humboldt-Forschungsstipendium für Postdoktoranden (seit 1953[16]), mit dem Aufenthalte von Gastwissenschaftlern in Deutschland gefördert werden.[17] Von 1953 bis 2018 wurden insgesamt über 25000 Humboldt-Stipendien vergeben.
- Humboldt-Forschungspreis (seit 1972) an verdiente Wissenschaftler, die seit mindestens fünf Jahren außerhalb Deutschlands leben und arbeiten und von denen weitere „Spitzenleistungen erwartet werden“ dürfen.[18]
- Feodor Lynen-Forschungsstipendium[19] (seit 1979) und Feodor Lynen-Rückkehrstipendium[20], um die Mobilität deutscher Wissenschaftler zu erhöhen und ihnen durch Gastaufenthalte den Kontakt mit Kollegen aus dem Humboldt-Netzwerk im Ausland zu erleichtern. Im „Beobachtungszeitraum 1979 bis 2010“ wurden gut 3000 Feodor-Lynen-Stipendien vergeben.[21]
- Philipp Franz von Siebold-Preis (seit 1979) für japanische Wissenschaftler, die den deutsch-japanischen Kulturaustausch bereichert haben.[22]
- Sofja Kovalevskaja-Preis (seit 2002) mit bis zu 1,65 Millionen Euro „Wagniskapital“ an junge Wissenschaftler.[23]
- Anneliese Maier-Forschungspreis (von 2011 bis 2018), ein „Kooperationspreis“, um ausländischen Geistes- und Sozialwissenschaftlern eine Zusammenarbeit mit deutschen Kollegen zu ermöglichen.[24]
- Georg Forster-Forschungspreis[25] und Georg Forster-Forschungsstipendium[26] für Wissenschaftler aller Fachrichtungen aus Schwellen- und Entwicklungsländern.
- Gay-Lussac-Humboldt-Preis an französische Wissenschaftler (seit 1982), gemeinsam mit dem französischen Hochschul- und Forschungsministerium.
- Max-Planck-Humboldt-Forschungspreis, gemeinsam mit der Max-Planck-Gesellschaft (MPG) (bis 2016 Max-Planck-Forschungspreis) jährlich an einen Forscher aus dem Ausland.[27]
- Friedrich Wilhelm Bessel-Forschungspreis (seit 2001).
- Reimar Lüst-Preis für internationale Wissenschafts- und Kulturvermittlung (seit 2007).
- Henriette Herz-Scouting-Programm, bestehend aus zwei Programmlinien für Forschende mit mindestens Junior-Professur oder Gruppenleitung sowie für etablierte Forschende. Ausgewählte Henriette Herz-Scouts können geeignete Postdocs für Humboldt-Forschungsstipendien im Direktverleihungsverfahren vorschlagen. Benannt nach Henriette Herz.[28]

## Welcome Centres
Mit dem „Preis für die freundlichste Ausländerbehörde“ begann 2003 das Engagement der Stiftung für eine Willkommenskultur: Ausländische Wissenschaftler sollen sich in Deutschland gut aufgenommen fühlen. Weitere Initiativen zur Stärkung des Forschungsstandorts machten in den Folgejahren in Deutschland Schule, darunter der 2006 erstmals ausgelobte Wettbewerb „Welcome Centres für international mobile Forscher“, ein Ideenwettbewerb für weltoffene Universitäten. Bundesweit entstanden mit den Welcome Centres hervorragende Serviceangebote für international mobile Gastwissenschaftler.
Im Jahr 2015 startete die Philipp Schwartz-Initiative. Mit dem Programm für gefährdete Forscher unterstützt die Stiftung Wissenschaftler, die Schutz in Deutschland suchen, weil ihnen in ihren Heimatländern Krieg oder Verfolgung drohen. Namensgeber des Programms ist Philipp Schwartz, der 1933 die „Notgemeinschaft deutscher Wissenschaftler im Ausland“ gründete.

## Präsidenten seit 1953
- Werner Heisenberg (1953–1975)
- Feodor Lynen (1975–1979)
- Wolfgang Paul (1979–1989)
- Reimar Lüst (1989–1999)
- Wolfgang Frühwald (1999–2007)
- Helmut Schwarz (2008–2017)
- Hans-Christian Pape (2018–2022)
- Robert Schlögl (seit 2023)

## Generalsekretäre
- Ruth Ziervogel-Tamm 1954–56[29]
- Heinrich Pfeiffer 1956–1994[30]
- Manfred Osten 1995–2004
- Georg Schütte 2004–2010
- Enno Aufderheide 2010–2024
- Thomas Hesse (ad interim) ab 2024

## Bekannte Preisträger und Stipendiaten der Stiftung
- Rudi van Eldik, Chemiker
- Emil Cioran, Philosoph
- Erich Wehrhahn, Professor für Elektrotechnik
- László Sólyom, ungarischer Staatspräsident 2005–2010
- Steven Chu, Energieminister der USA, Nobelpreis für Physik 1997
- Subra Suresh, Direktor der National Science Foundation
- Alice P. Gast, Präsidentin des Imperial College London
- Chi-Huey Wong, Präsident der Academia Sinica, Taiwan
- Álvaro Rojas Marín, ehemaliger chilenischer Botschafter in Deutschland
- Lado Tschanturia, ehemaliger Justizminister von Georgien und ehemaliger Präsident des Obersten Gerichts von Georgien
- Claudio Magris, Friedenspreis des Deutschen Buchhandels 2009
- Giulio Angioni, Schriftsteller und Ethnologe
- Ahmed Zewail, Nobelpreis für Chemie 1999, Science Envoy der US-Regierung
- Wolfgang Ketterle, Nobelpreis für Physik 2001
- Theodor Hänsch, Nobelpreis für Physik 2005
- Elinor Ostrom, Alfred-Nobel-Gedächtnispreis für Wirtschaftswissenschaften 2009[31]
- Kazimira Danutė Prunskienė, litauische Politikerin, ehemalige Premierministerin von Litauen
- Oliver Williamson, Alfred-Nobel-Gedächtnispreis für Wirtschaftswissenschaften 2009[31]
- Ei-ichi Negishi, Nobelpreis für Chemie 2010
- Theresia Degener, eine Aktivistin der bundesdeutschen Behindertenbewegung und 1981 maßgeblich an der Durchführung des Krüppeltribunals beteiligt.
- Emmanuelle Charpentier, eine der Entdeckerinnen der CRISPR/Cas-Methode, Nobelpreis für Chemie 2020
- Robert Grubbs, Nobelpreis für Chemie 2005

## Zeitschrift
Seit 2001 gibt die Stiftung die Zeitschrift Humboldt-Kosmos: Forschung, Diplomatie, Internationalität heraus. Vorgänger dieser Zeitschrift waren die Mitteilungen der Alexander-von-Humboldt-Stiftung, die seit 1966 erschienen sind.